# 张贺
张贺，西汉中期人物，生卒不详，汉武帝时酷吏张汤之子。巫蛊之祸被处以腐刑。后出任掖庭令，抚养汉宣帝。汉宣帝即位后，追思张贺的抚育之恩，追谥其为阳都哀侯。。

## 生平

### 出身显赫
张贺的父亲为汉武帝时期酷吏张汤。弟弟张安世是汉武帝至汉宣帝时大臣，是汉宣帝麒麟阁功臣之一。

### 巫蛊受祸
张贺与卫太子刘据交好，为太子家令。巫蛊之祸起，卫太子刘据无奈起兵，旋即失败，太子的宾客绝大多数被杀。张贺应在处死之列，但经由弟弟张安世上书，得以免死，但须接受腐刑。
由於张贺的兒子早死，張安世將幼子张彭祖過繼給張賀，因此張彭祖成為张贺的養子。

### 抚育宣帝
巫蛊之祸结束后，张贺出任往往由阉人担任的掖庭令。不久年幼的汉宣帝刘病已也出狱由掖庭抚养。张贺感伤卫太子无辜遭难，而年幼的汉宣帝孤苦伶仃，因此对汉宣帝照顾地无微不至。他亲自为汉宣帝启蒙，教其诗书。后又延请名儒东海腹中翁教授汉宣帝。
汉宣帝长大后，张贺想把自己的孙女嫁给汉宣帝，但是遭到弟弟张安世的拒绝。张安世当时与霍光同心辅佐汉昭帝，他对哥哥张贺说：“曾孙乃卫太子後也，幸得以庶人衣食县官，足矣，勿复言予女事（曾孙乃卫太子的后人，能够得到过上平民生活已经是幸运了，这已经够了，不要提嫁女的事）！”于是张贺只好为汉宣帝另聘属下许广汉的女儿许平君，一切费用皆由张贺本人出。
张贺亦曾经常在弟弟面前称赞时为平民的汉宣帝，弟弟张安世亦曾阻止。汉宣帝登基后，对张安世说：“掖庭令（指张贺）生平称王，将军止之，是也！”（掖庭令生平称赞我，您阻止他，这是对的）。

### 身后哀荣
张贺在汉宣帝即位前去世。汉宣帝为了报恩，就封张彭祖为陽都侯，而追谥张贺为阳都哀侯。孤孙张霸（張彭祖之子）年仅七岁，封为散骑中郎将，赐爵关内侯，食邑三百户。
初汉宣帝下令予张贺守冢户200家，后经张安世再三上书请求，才勉强同意减为三十家。

## 家族
- 张贺世系图